# Viadotto Soleri

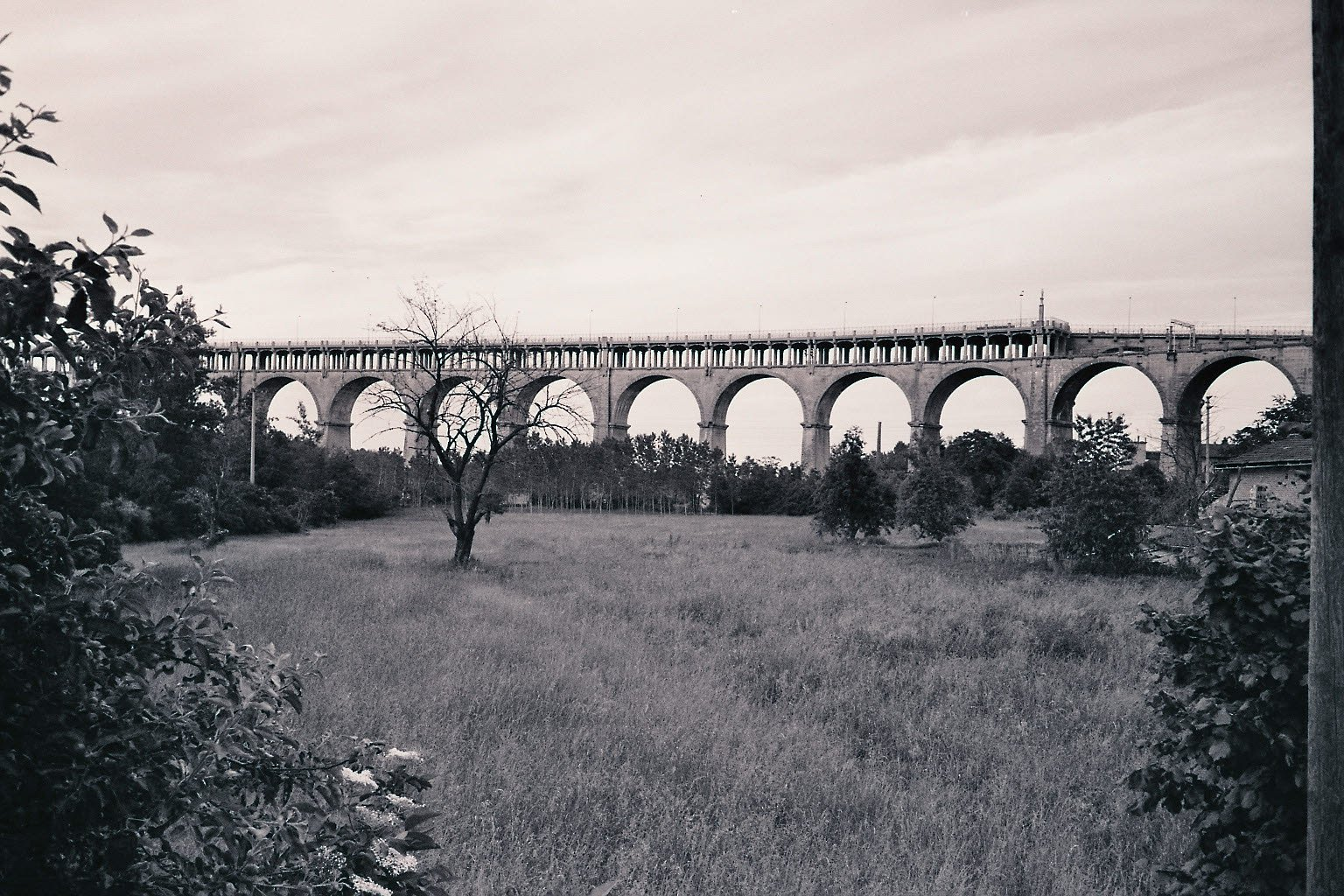
La parte promiscua del viadotto.

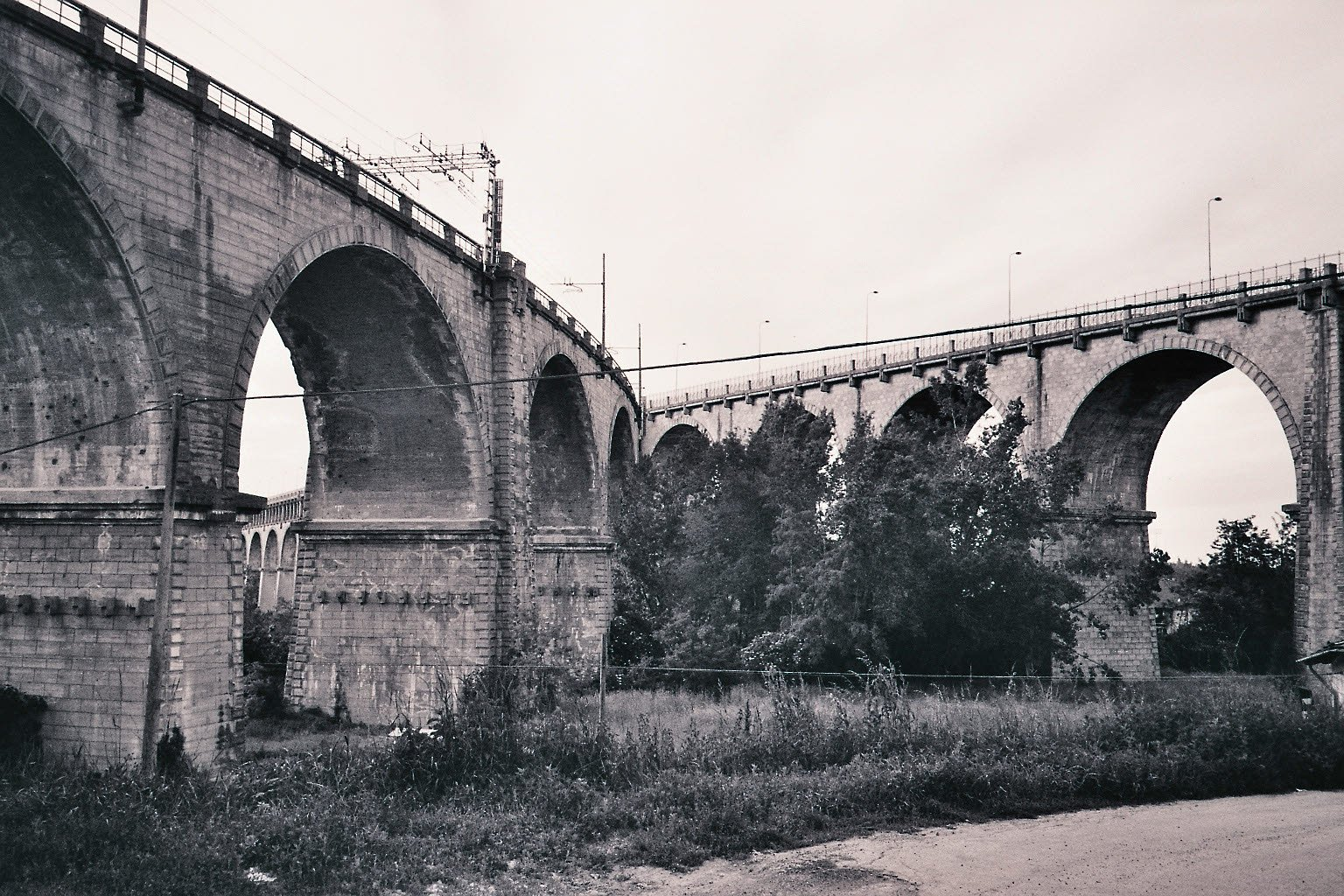
La parte ferroviaria e la parte stradale del viadotto.

Il viadotto Soleri è un viadotto promiscuo stradale e ferroviario che taglia trasversalmente l'avvallamento, largo circa 800 m e profondo circa 50 m, nel quale scorre la Stura di Demonte, collegando l'abitato di Cuneo alla sponda sinistra del fiume. Concepito all'inizio del XX secolo per collegare la nuova stazione sull'altipiano alla linea ferroviaria proveniente da Torino, fu ritenuto opportuno trasformarlo parzialmente in promiscuo sovrapponendovi una sede per la viabilità ordinaria. La sua travagliata costruzione si protrasse dal 1913 al 1937. Inizialmente noto come «grande viadotto sulla Stura», venne intitolato a Marcello Soleri in occasione della ricostruzione dopo la seconda guerra mondiale.
È diventato tristemente famoso per essere stato il teatro di numerosi suicidi. Per cercare di impedire tali gesti il comune di Cuneo ha fatto installare delle alte recinzioni lungo tutto lo sviluppo del ponte stradale.

## Caratteristiche
Il viadotto, formato complessivamente da 34 archi di 25 m ciascuno, taglia trasversalmente l'avvallamento del greto della Stura nel punto più alto tra le due sponde. Visto in pianta si presenta come una specie di Y che si divarica verso l'abitato in due rami, uno stradale ed uno ferroviario. Nel ramo comune la sede stradale è sovrapposta al doppio binario ferroviario, sorretta da pilastri in calcestruzzo armato.

Partendo dalla «testata Torino» sul lato nord-ovest, i 34 archi sono distribuiti su un tratto «promiscuo» a percorso rettilineo, che ne comprende 17, un tratto «ferroviario» in curva di 300 m di raggio, che ne comprende 10, e un tratto «stradale» in linea retta con il «promiscuo», che ne comprende 7. Un piccolo arco di 4 m di luce ricavato sulla testata lato Torino consentiva il passaggio della tranvia per Caraglio e Dronero.

L'altezza massima del viadotto è di 47,5 m. La sede stradale, lunga 768 m, scende in leggera pendenza verso il largo Edmondo De Amicis dopo aver abbandonato il tratto «promiscuo». La sede ferroviaria, parzialmente in curva, è lunga 858 m.

La progettazione del viadotto fu curata dalla Direzione generale delle nuove costruzioni ferroviarie del Ministero dei lavori pubblici.

## Storia
La storia del viadotto, iniziata nei primi anni del XX secolo, è intimamente legata alla necessità di riassettare le installazioni ferroviarie di Cuneo, la cui stazione originaria, situata in posizione decentrata sulle rive del torrente Gesso, non avrebbe potuto sostenere il traffico viaggiatori e l'assistenza alle locomotive richiesti dalla ferrovia Cuneo-Ventimiglia/Nizza allora in fase di costruzione. Il progetto, presentato nel 1908, prevedeva che la linea proveniente da Torino proseguisse da Madonna dell'Olmo, alla periferia nord della città, e attraversasse la Stura con un grande viadotto per poi entrare nella nuova stazione posta sull'altipiano. Fu dunque concepito come esclusiva opera ferroviaria, ma venne subito ritenuto opportuno trasformarlo parzialmente in promiscuo sovrapponendogli una sede per la viabilità ordinaria.

### L'avvio dei lavori
L'avvio ai lavori venne dato il mattino di lunedì 22 settembre 1913 con la posa della «prima pietra» della nuova stazione. La cerimonia iniziò alle 10 con l'arrivo del re Vittorio Emanuele III, accolto dal presidente del consiglio Giovanni Giolitti, dal ministro dei lavori pubblici Ettore Sacchi, dal direttore generale delle Ferrovie dello Stato Riccardo Bianchi e dalle autorità locali. L'orazione ufficiale venne tenuta dal pro-sindaco Marco Cassin, che disse a proposito del viadotto: «Inoltre l'ardito viadotto da costruirsi ad uso promiscuo con una sovrastruttura per la viabilità ordinaria, risolverà nel modo più perfetto il problema delle comunicazioni […].».

La cerimonia fu il punto culminante di «una cascata di solenni festeggiamenti» che si protrassero da sabato 20 a martedì 23. La presenza del re conferì alla manifestazione un altissimo livello, ma il vero destinatario dei festeggiamenti era Giolitti, che aveva risolto ogni intoppo e permesso la scelta della migliore soluzione. Per riconoscenza il consiglio comunale di Cuneo gli aveva già conferito all'unanimità la cittadinanza onoraria il 13 novembre 1912.

### La travagliata genesi
(Franco Collidà, pp. 178-179)
Così Franco Collidà, giornalista e saggista che ha avuto per oltre vent'anni la responsabilità delle pagine cuneesi della Gazzetta del Popolo, descrive la genesi del viadotto e della stazione di Cuneo nel libro sulla storia della ferrovia Cuneo-Ventimiglia/Nizza pubblicato nel 1982.

Le parole di Camillo Fresia rappresentano invece la testimonianza di chi ha vissuto quegli anni di incertezza: 
(C. Fresia, p. 9)
Il 5 giugno 1930, durante i lavori di costruzione, uno dei piloni improvvisamente crollò travolgendo sotto tonnellate di macerie 11 operai. Oltre a questa disgrazia ci furono molti problemi tecnici, ritardi nell'installazione degli impianti, e soprattutto il dirottamento di fondi per la guerra d'Etiopia, che non permisero l'apertura completa del viadotto. Il 28 ottobre 1933 ne venne dunque inaugurata solo la parte stradale alla presenza del ministro dei lavori pubblici Araldo di Crollalanza. Fu necessario attendere altri quattro anni per la parte ferroviaria, che venne finalmente inaugurata, assieme alla nuova stazione di Cuneo, il 7 novembre 1937 dal ministro delle comunicazioni Antonio Stefano Benni. Il nuovo percorso, comprendente il viadotto, la nuova stazione e una galleria sotto l'altipiano di Cuneo, accorciava di circa 3,5 km la distanza ferroviaria tra Cuneo e Nizza.

### Il completamento
Benché ideato e iniziato in età giolittiana, il viadotto fu completato in pieno regime fascista. I quattro eleganti lampioni in ferro battuto posti ai lati degli imbocchi stradali vennero sostituiti da fasci littori in granito rosa di Baveno con decorazioni in bronzo, alti cinque metri, che poggiavano su basamenti con scritta «DUX». Sulla faccia a valle del pilastro che segna la separazione tra il tratto «promiscuo» e il tratto «stradale» (pila n. 17) venne inoltre applicato un gigantesco fascio in acciaio inossidabile alto 20,7 m. Queste decorazioni vennero rimosse dopo il 25 luglio 1943, giorno della caduta del fascismo.

### La distruzione e la ricostruzione post-bellica
Alle 4 del mattino del 29 aprile 1945 i soldati tedeschi in ritirata distrussero i tre viadotti che attraversano la Stura a Cuneo, interrompendo completamente le comunicazioni ferroviarie e i principali accessi stradali.

Del «grande viadotto sulla Stura» i tedeschi scelsero oculatamente di minare due archi del settore «promiscuo», provocando il crollo di tre arcate che mise fuori uso per tre anni sia il percorso «stradale» che quello «ferroviario».
I lavori di ripristino iniziarono nell'agosto 1946 con lo sgombero delle macerie e si conclusero con la solenne inaugurazione del 10 gennaio 1948, in cui il «grande viadotto sulla Stura» venne ribattezzato «Soleri». Erano presenti i sottosegretari alla giustizia Vittorio Badini Confalonieri e agli esteri Giuseppe Brusasca, ma il nastro tricolore fu tagliato dall'on. Giovanni Battista Bertone, che era il più anziano parlamentare della provincia di Cuneo.